# Ipomoea longituba
Ipomoea longituba är en vindeväxtart som beskrevs av Hallier f. Ipomoea longituba ingår i släktet praktvindor, och familjen vindeväxter. Inga underarter finns listade i Catalogue of Life.